# Суходол (Приморский край)
Суходол — село, входящее в состав городского округа Большой Камень Приморского края.

## География
Село расположено на южном берегу бухты Суходол залива Петра Великого. До Большого Камня около 5 километров.

## История
В 1891 году приморскому промышленнику Михаилу Григорьевичу Шевелёву были выделены 399 десятин земли под имение на южном берегу бухты Суходол. Сейчас от имения осталось только название мыса Шевелёва, где предположительно находился господский дом.
В 1937 году в бухте был построен аэродром, а 6 декабря 1940 года сформирован 16-й Морской разведывательный полк ВВС ТОФ, на вооружении которого стояли самолёты-амфибии МБР-2 (позже Че-2, Бе-6, Бе-12 и американские PBN-1 и PBY-6a). В начале 1970-х годов полк был передислоцирован сначала в Новонежино, потом Николаевку, где и существует до сих пор под именем 7062-й Порт-Артурской Краснознаменной авиационной базы морской авиации, а аэродром в бухте Суходол оставался оперативным. Ныне аэродром не используется.
В 2023 году в одной из близлежащих бухт при финансовой поддержке ВЭБ.РФ запущен морской порт Суходол. Мощность перевалки терминала составляет 4,5 млн т угля ежегодно, а в перспективе составит до 20 млн.

## Население
| \| 1915[5] \| 2002[6] \| 2010[7] \| 2021[1] \| \| ------- \| ------- \| ------- \| ------- \| \| 94 \| ↗143 \| ↗301 \| ↗509 \| | 100 200 300 400 500 600 1915 2002 2010 2021 |      |      |
| 1915 | 2002                                        | 2010 | 2021 |
| 94 | ↗143                                        | ↗301 | ↗509 |

## Транспорт
Село связано с Большим Камнем автобусным сообщение (№ 5 Большой Камень — Суходол).
Через Суходол проходит железнодорожная ветка Петровка — Большой Камень, на которой в настоящее время отсутствует пассажирское сообщение.

## Достопримечательности
- Скульптурный памятник погибшим летчикам при исполнении служебного долга, кладбище села;
- Скульптурный памятник «Скорбящая мать», кладбище села.

## Известные уроженцы
- Артем Лагута (род. 1990) — российский спидвейный гонщик. Мастер спорта России. Действующий чемпион России в личном и командном зачётах. Первый российский гонщик, ставший постоянным участником Гран-При по спидвею по спортивному принципу — победив в турнире Гран-При Челлендж в 2010 году. Чемпион мира среди юниоров в командном зачёте. Чемпион мира 2021 года.
- Григорий Лагута (род. 1984) — российский спидвейный гонщик. Чемпион Европы в личном зачёте (2011). Трёхкратный чемпион Латвии (2008, 2010 и 2011). Финалист командного кубка мира.

Панорама бухт Суходол и Сельдяная (справа) с мыса Шевелева. Справа, на берегу бухты Сельдяной — посёлок Суходол

## Топографические карты
- Лист карты K-53-VII Находка. Масштаб: 1 : 200 000. Состояние местности на 1979 год. Издание 1983 г.